# 临江延胡索
临江延胡索（学名：Corydalis linjiangensis）为罂粟科紫堇属下的一个种。

## 扩展阅读
- 維基物種上的相關：临江延胡索